# Gravtjärnen (Anundsjö socken, Ångermanland, 708723-159945)
Gravtjärnen är en sjö i Örnsköldsviks kommun i Ångermanland och ingår i Gideälvens huvudavrinningsområde.